# Качараба, Тарас Иванович
Тара́с Ива́нович Качара́ба (укр. Тарас Іванович Качараба; род. 7 января 1995, Жидачов, Львовская область) — украинский футболист, защитник словацкого клуба ДАК 1904 и сборной Украины.

## Клубная карьера
Первым клубом Тараса был львовский УФК, в 2012 году он ушёл в донецкий «Шахтёр». В 2012 году Тарас получал игровую практику в «Шахтёре-3». В 2014 году он был арендован ужгородской «Говерлой». Первые четыре тура чемпионата страны Тарас находился на скамейке запасных, а в пятом туре — в матче с «Олимпиком» — состоялся его дебют. Уже в следующем своём матче он отметился своим первым забитым мячом. По окончании сезона вернулся в «Шахтёр», где 2 года выступал в молодёжном первенстве. Летом 2017 года арендован кропивницкой «Звездой». Зимой 2018 года перешёл на правах аренды в либерецкий «Слован».

## Карьера в сборной
Тарас выступал за юношеские сборные своей страны. Он принимал участие на юношеском чемпионате Европы 2014.
18 августа 2021 года исполняющий обязанности главного тренера сборной Украины Александр Петраков впервые вызвал Качарабу для участия в матчах отборочного турнира чемпионата мира 2022 года против сборных Казахстана и Франции, а также товарищеском матче против Чехии. 8 сентября 2021 года дебютировал в сборной Украины в товарищеском матче против Чехии, выйдя в стартовом составе.

## Достижения
«Славия» (Прага)
- Чемпион Чехии: 2020/21
- Обладатель Кубка Чехии (2): 2020/21, 2022/23